# Crescimento populacional

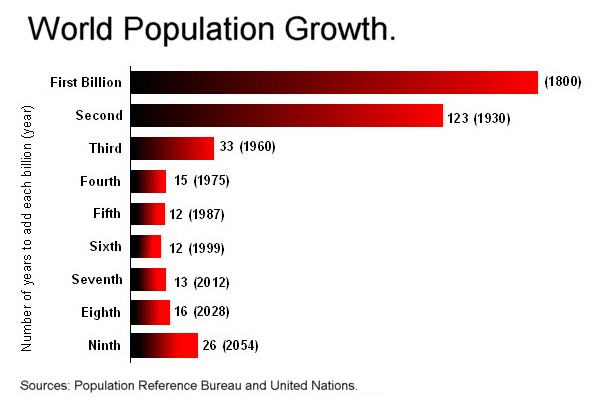
Número de anos para acrescentar cada bilhão de população mundial (ano)

O crescimento populacional ou crescimento demográfico é a mudança positiva do número de indivíduos de uma população. O termo população pode ser aplicado a qualquer espécie viva, mas aqui refere-se aos humanos.
A população mundial em 1950 era de 2.5 bilhões de pessoas. Em 2000 já havia mais de 6.0 bilhões de humanos no planeta.
Para um estudo da população, é essencial a análise estatística acompanhada das características históricas e geográficas das sociedades existentes no planeta. Alguns locais que apresentam elevadas taxas de densidades demográficas são: a Europa, o sudeste Asiático, o Sudeste Brasileiro, nordeste dos Estados Unidos da América, leste da China e sul da África. Cada umas dessas regiões tem as suas particularidades socioeconômicas, culturais e ambientais.
De acordo com os dados obtidos junto à Organização das Nações Unidas (ONU), no nosso planeta vivem mais de 8 bilhões de pessoas. Dessas, mais de 75% vivem em países subdesenvolvidos, 10% com menos de dois dólares por dia, 14% são analfabetos, metade nunca utilizou um telefone e apenas 49% têm acesso à internet.

## Evolução
Histórico do crescimento da população mundial em milhares de pessoas. A disponibilidade de cifras sobre o histórico populacional varia de região para região.
| Ano  | Mundo     | África  | Ásia      | Europa  | América Latina | América do Norte | Oceania |
| ---- | --------- | ------- | --------- | ------- | -------------- | ---------------- | ------- |
| 1750 | 791 000   | 106 000 | 502 000   | 163 000 | 16 000         | 2 000            | 2 000   |
| 1800 | 978 000   | 107 000 | 635 000   | 203 000 | 24 000         | 7 000            | 2 000   |
| 1850 | 1 262 000 | 111 000 | 809 000   | 276 000 | 38 000         | 26.000           | 2 000   |
| 1900 | 1 650 000 | 133 000 | 947 000   | 408 000 | 74 000         | 82 000           | 6 000   |
| 1950 | 2 518 629 | 221 214 | 1 398 488 | 547 403 | 167 097        | 171 616          | 12 812  |
| 1955 | 2 755 823 | 246 746 | 1 541 947 | 575 184 | 190 797        | 186 884          | 14 265  |
| 1960 | 3 021 475 | 277 398 | 1 701 336 | 604 401 | 218 300        | 204 152          | 15 888  |
| 1965 | 3 334 874 | 313 744 | 1 899 424 | 634 026 | 250 452        | 219 570          | 17 657  |
| 1970 | 3 692 492 | 357 283 | 2 143 118 | 655 855 | 284 856        | 231 937          | 19 443  |
| 1975 | 4 063 587 | 413 450 | 2 387 727 | 674 143 | 323 128        | 244 003          | 21 136  |
| 1980 | 4 434 682 | 469 618 | 2 632 335 | 692 431 | 361 401        | 256 068          | 22 828  |
| 1985 | 4 830 979 | 541 814 | 2 887 552 | 706 009 | 401 469        | 269 456          | 24 678  |
| 1990 | 5 263 593 | 622 443 | 3 167 807 | 721 582 | 441 525        | 283 549          | 26 687  |
| 1995 | 5 674 380 | 707 462 | 3 430 052 | 727 405 | 481 099        | 299 438          | 28 924  |
| 2000 | 6 070 581 | 795 671 | 3 679 737 | 727 986 | 520 229        | 315 915          | 31 043  |
| 2005 | 6 453 628 | 887 964 | 3 917 508 | 724 722 | 558 281        | 332 156          | 32 998  |

## Fases do aumento populacional
Atualmente, a taxa de crescimento populacional mundial, inferior a 1,2% ao ano, está em constante declínio. Porém, a expectativa de vida está em ascensão em virtude dos avanços na medicina, saneamento ambiental, maiores preocupações com a saúde, entre outros fatores. Sendo assim, o número de habitantes no mundo continua aumentando.
De acordo com dados divulgados em 2010 pelo Fundo de População das Nações Unidas (FNUAP), a população mundial é de 6,908 bilhões de habitantes. Segundo estimativas da Organização das Nações Unidas (ONU), o contingente populacional do planeta atingirá a marca de 9 bilhões de habitantes em 2050, ou seja, um acréscimo de aproximadamente 2,1 bilhões de habitantes, sendo a taxa de crescimento de 0,33% ao ano.
Estima-se que há cerca de 2000 anos a população global era de cerca de 300 milhões de habitantes. Por um longo período a população mundial não cresceu significativamente, com períodos de crescimento seguidos de períodos de declínio. Decorreram mais de 1600 anos para que a população do mundo dobrasse para 600 milhões. O contingente populacional estimado para o ano de 1750, era de 791 milhões de pessoas, das quais 64% viviam na Ásia, 21% na Europa e 13% em África.
A humanidade demorou, portanto, dezenas de milhares de anos para alcançar o primeiro milhar de milhão de habitantes, por volta de 1802. Em seguida, foram necessários mais 125 anos para dobrar a população, alcançando assim o planeta, por volta de 1927, 2 milhares de milhões de habitantes. O terceiro milhar de milhões foi atingido 34 anos depois, em 1961, e assim por diante.
Durante este período, o homem abandonou o modo de vida que criara há cerca de 10 mil anos, com o advento da agricultura, e passou a multiplicar-se nas cidades, um mundo à parte da natureza. Em 1900, nove em cada dez homens, mulheres e crianças, que somavam uma população de 1,65 milhares de milhão, ainda viviam no campo. Calcula-se que nos primeiros anos do século XXI quase metade dos seis milhares de milhões de pessoas habita cidades; dessa população urbana, estima-se que uma proporção de três para vinte pessoas se encontre nas cerca de meia centena de metrópoles e megalópoles (população igual ou maior que 5 milhões de habitantes).
A ONU estima que no ano 2000 a população mundial crescia então a um ritmo de 1,2% (77 milhões de pessoas) por ano. Isto representa um decréscimo da taxa de crescimento em relação ao seu nível em 1990, sobretudo devido à quebra das taxas de natalidade.
A República Popular da China era, nessa altura, o país mais populoso do mundo com 1300 milhões de habitantes, porém, devido à baixa taxa de natalidade a China foi superada em 2023 pela Índia que, se mantiver a taxa de natalidade de 2000, atingirá os 1600 milhões por volta de 2050.

## Causas do rápido aumento da população mundial
Foram várias as causas desta fase de rápido crescimento da população mundial. Os índices de mortalidade nos países em desenvolvimento tiveram uma queda significativamente grande após a Segunda Guerra Mundial. Campanhas de saúde pública e de vacinação reduziram espetacularmente as doenças e a mortalidade infantil.
Nos países desenvolvidos, esses declínios na mortalidade tinham levado séculos para ocorrer, à medida que a própria sociedade gradualmente se transformava, tornando-se mais urbanizada e menos dependente de grandes famílias. Como resultado, as taxas de natalidade e mortalidade tendiam a decrescer proporcionalmente e as taxas de crescimento populacional nunca atingiram o nível que atingiriam mais tarde, nos países em desenvolvimento. Na década de sessenta, as mulheres nos países em desenvolvimento estavam a ter, em média, seis filhos.

## Previsões sobre a população mundial futura
O crescimento futuro da população é difícil de prever. As taxas de natalidade estão a diminuir em geral, mas variam muito entre países desenvolvidos e países em desenvolvimento. As taxas de mortalidade podem mudar inesperadamente devido a doenças, guerras e catástrofes, ou avanços na medicina. A ONU (Organização das Nações Unidas) publicou várias projecções da população mundial futura, baseadas nos diferentes pressupostos. No dia 05 de agosto de 2008, a ONU divulgou um documento que apresentava uma estimativa em relação ao número de habitantes no futuro, a estimativa que se baseava em 2050 falava que os números poderão atingir 9,2 bilhões de pessoas em todo o mundo, porém, ao longo dos últimos dez anos, a ONU tem revisto constantemente as suas projeções da população mundial, corrigindo-as para valores inferiores aos anteriormente anunciados.

## Consequências do aumento populacional
O contínuo aumento populacional pode ter várias consequências negativas. A mais falada é a questão da escassez de alimentos.
Com o aumento da população e desenvolvimento dos países aumenta também a poluição produzida, e se já com a população atual os problemas ambientais relacionados com a poluição são bastantes, então deduz-se que serão muito piores com uma população ainda maior e a produzir cada vez mais desperdícios; este aumento da poluição poderá implicar também a degradação de muitos ecossistemas naturais.
Na sociedade globalizada em que vivemos outro grave problema é a propagação de epidemias, que agora o fazem com muito mais facilidade devido ao contacto entre indivíduos de todos os pontos do mundo uns com os outros, provocado pelos avanços dos meios de transporte. O fato de haver cada vez mais gente, para menos área habitável faz também com que comecem a surgir populações que habitam áreas perigosas do planeta, facilmente susceptíveis a catástrofes (ex.: áreas de grande atividade vulcânica). Têm também preocupado as autoridades governamentais os problemas associados à criação de empregos, meios de habitação, transportes, educação e saúde.

## Medidas a tomar para conter tal aumento
Para tentar conter o elevado aumento populacional já estão sendo tomadas e estudadas certas medidas. É necessária a expansão de serviços de alta qualidade de planeamento familiar e saúde reprodutiva. As gestações indesejadas ocorrem quando os casais que não querem ter uma gravidez não utilizam nenhum método para regular eficazmente a fertilidade. Uma das prioridades de vários governos dos países em via de desenvolvimento é oferecer aos casais e a pessoas individuais serviços apropriados para evitar a gravidez.
Deve-se também divulgar mais informação sobre planejamento familiar e aumentar as alternativas de métodos anticoncepcionais, nos casos em que tal seja legal.
É também muito importante a conscientização do público sobre os meios existentes para a regulação da fertilidade e o seu valor, da importância da responsabilidade e da segurança na prática de relações sexuais e a localização dos serviços. Deverão ser criadas condições favoráveis para várias famílias pequenas.
Importa também aumentar a escolaridade, especialmente entre as adolescentes. Melhorias na situação econômica, social e jurídica das jovens e das mulheres poderão contribuir para aumentar o seu poder de negociação, conferindo-lhes uma voz mais forte nas decisões relacionadas com os aspectos reprodutivos e produtivos da família.